# Harrods

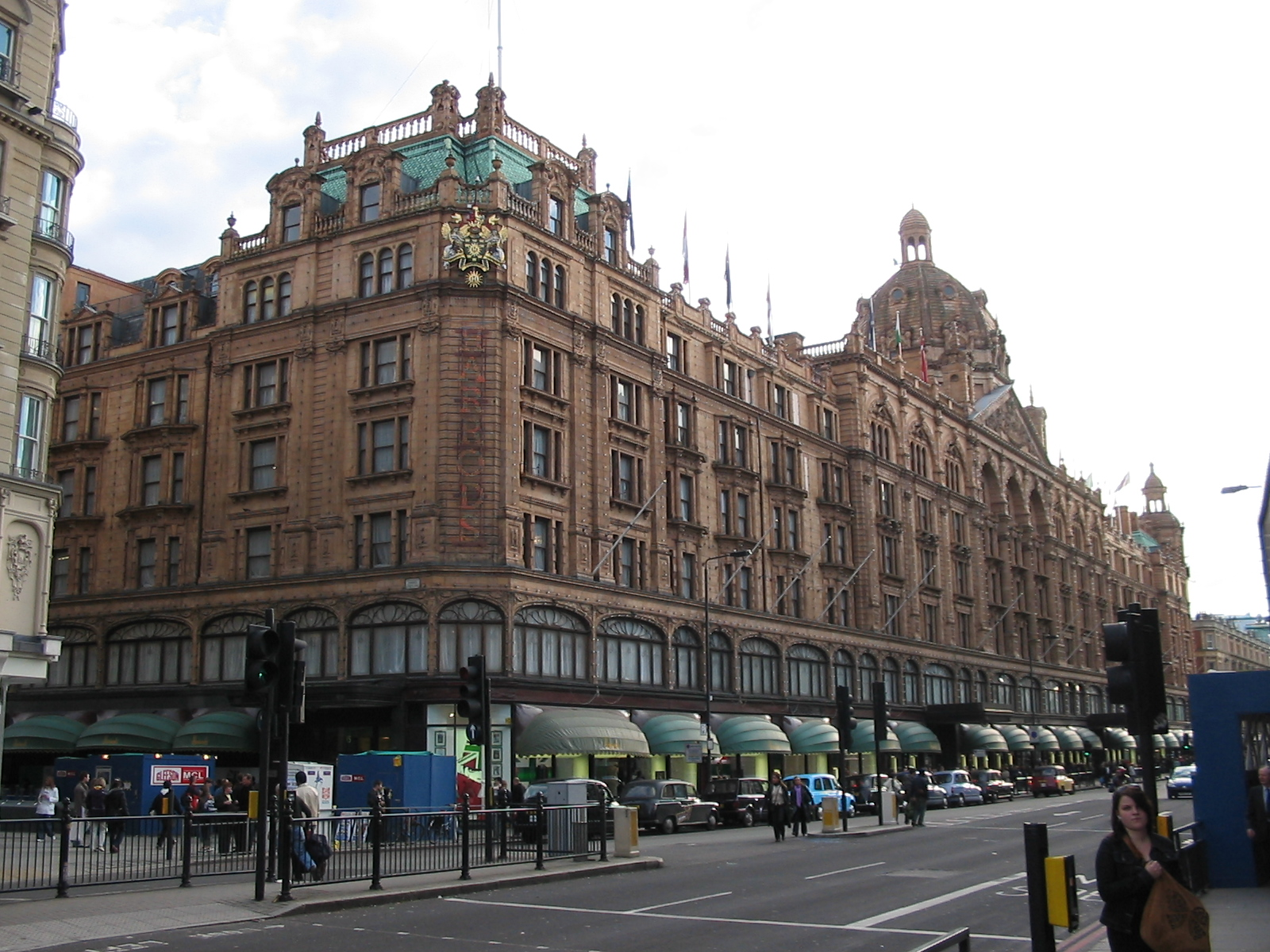
Dom towarowy Harrods

Harrods – luksusowy dom towarowy przy Brompton Road, w dzielnicy Knightsbridge, w Londynie. Oprócz domu towarowego w skład Harrods Group wchodzą Harrods Bank, Harrods Estates, Harrods Casino, Harrods Aviation i Air Harrods.

## Historia
W 1849 roku Henry Charles Harrod otworzył pierwszy sklep. Obecny 7-piętrowy budynek pochodzi z 1905 roku. Od 1959 roku dom towarowy należał do spółki House of Fraser.
17 grudnia 1983 roku, po wcześniejszym telefonie z ostrzeżeniem, przed Harrodsem wybuchł samochód-pułapka. Dzwoniący powiedział, że w środku i przed budynkiem znajdują się bomby, podał nawet numer rejestracyjny samochodu, który zawierał bombę. Trzech policjantów zbliżyło się do wskazanego samochodu, żeby rozbroić urządzenie, ale nie udało im się. Zginęło sześć osób (3 policjantów i 3 cywili, w tym jeden Amerykanin), rannych zostało około 90 osób. 
W latach 1985–2010 Harrods był własnością braci Al-Fayedów (Alego i Mohameda, ojca Dodiego Al-Fayeda), którzy kupili sieć House of Fraser wraz z Harrodsem za 615 milionów funtów. Następnie w maju 2010 został sprzedany spółce Qatar Investment Authority powiązanej z katarską rodziną królewską za 1,5 mld funtów szterlingów.